# PS10
La PS10 es la primera central térmica solar comercial de torre central y campo de heliostatos instalada en el mundo. Está situada en Sanlúcar la Mayor, Sevilla, España y tiene una potencia de 11 MW. Junto a esta planta se encuentra la PS20 de 20 MW.
Esta planta consta de 624 heliostatos y de una torre solar de 114 metros de altura, produce una potencia de 11 MW lo que evitaría la emisión de 600 000 toneladas de CO2 a la atmósfera. La instalación ocupa una superficie de 60 hectáreas.
La planta solar, propiedad de Atlantica Yield, empresa puntera del negocio del sector solar, utiliza heliostatos suministrados por Abengoa, que concentran la energía solar sobre un receptor situado en lo alto de la torre. El receptor solar, diseñado y suministrado inicialmente por Tecnical-Técnicas Reunidas, consiste en una serie de paneles de tubos que operan a muy alta temperatura y por los que circula agua a presión. El vapor que se produce en ellos es almacenado parcialmente en unos tanques acumuladores para ser utilizado cuando no se produce suficiente vapor, el resto, es enviado a una turbina de vapor para generar electricidad.